# Manaizm
Manaizm – jeden z elementów  występujących w religiach pierwotnych, głównie w religiach Polinezji. Opiera się on na wierze w manę. Słowo to, pochodzenia melanezyjskiego, oznacza bezosobową, niematerialną siłę, rodzaj fluidu, który może przeniknąć żywe lub martwe ciało. Termin mana został wprowadzony do nauki w 1891 przez angielskiego antropologa R.H. Codringtona.
Na Celebesie za siedlisko many uważane są włosy. Na Jawie sądzi się, że maną są wypełnione zęby. Indonezyjczycy wierzą, że człowiek posiada jeszcze drugą duszę, zwaną semangat, która przejawia się w postaci cienia.
Niektórzy religioznawcy wyrażają przypuszczenie, że również pierwotny kult mieszkańców Archipelagu Japońskiego – shintō – stanowił odmianę manaizmu. Z podobnym pojęciem – manitu – możemy również spotkać się w wierzeniach Indian północnoamerykańskich.